# Husajn Ruszdi Pasza
Husajn Ruszdi Pasza (ar. حسين رشدي باشا) – egipski polityk pochodzenia tureckiego. Premier Egiptu od 5 kwietnia 1914 do 12 kwietnia 1919.

## Życiorys
Urodził się w rodzinie wywodzącej się z Kawali. Jego pradziadek, Topuzoglu, przybył do Egiptu wraz z Muhammadem Alim i za zasługi w obronie Rosetty przed inwazją brytyjską został przez niego mianowany gubernatorem Aleksandrii.
Pełnił funkcję ostatniego premiera Kedywatu Egiptu do 19 grudnia 1914 roku, a następnie objął urząd jako pierwszy premier nowo utworzonego Sułtanatu Egiptu. Pod naciskiem władz brytyjskich wydał decyzję, która de facto oznaczała wypowiedzenie wojny państwom centralnym w czasie I wojny światowej. Został później zmuszony do dymisji z powodu niepowodzenia w rozwiązaniu strajku urzędników państwowych, domagających się uznania egipskiej delegacji przez rząd oraz wycofania brytyjskich patroli i straży z terytorium kraju.
Był żonaty z córką szefa sztabu sułtana osmańskiego, wcześniej zaś z Eugénie Le Brun. 